# Тотова (Нью-Джерсі)
Тотова (англ. Totowa) — місто (англ. borough) в США, в окрузі Пассаїк штату Нью-Джерсі. Населення — 11 065 осіб (2020).

## Географія
Тотова розташована за координатами 40°54′12″ пн. ш. 74°13′17″ зх. д. / 40.90333° пн. ш. 74.22139° зх. д. (40.903266, -74.221372).  За даними Бюро перепису населення США в 2010 році місто мало площу 10,53 км², з яких 10,35 км² — суходіл та 0,18 км² — водойми.

## Демографія
Згідно з переписом 2010 року, у селищі мешкали 10 804 особи в 3783 домогосподарствах у складі 2826 родин. Було 3918 помешкань
Расовий склад населення:
| - 85,4 % — білих - 5,9 % — азіатів - 2,3 % — чорних або афроамериканців - 0,1 % — корінних американців - 4,2 % — осіб інших рас |

До двох чи більше рас належало 2,0 %. Частка іспаномовних становила 14,3 % від усіх жителів.
За віковим діапазоном населення розподілялося таким чином: 20,1 % — особи молодші 18 років, 61,9 % — особи у віці 18—64 років, 18,0 % — особи у віці 65 років та старші. Медіана віку мешканця становила 43,3 року. На 100 осіб жіночої статі у селищі припадало 94,7 чоловіків;  на 100 жінок у віці від 18 років та старших — 90,8 чоловіків також старших 18 років.
Середній дохід на одне домашнє господарство  становив 102 378 доларів США (медіана — 88 490), а середній дохід на одну сім'ю — 117 087 доларів (медіана — 101 645). Медіана доходів становила 67 374 долари для чоловіків та 49 774 долари для жінок. За межею бідності перебувало 7,7 % осіб, у тому числі 4,3 % дітей у віці до 18 років та 4,9 % осіб у віці 65 років та старших.
Цивільне працевлаштоване населення становило 5016 осіб. Основні галузі зайнятості: освіта, охорона здоров'я та соціальна допомога — 28,5 %, роздрібна торгівля — 13,9 %, науковці, спеціалісти, менеджери — 10,2 %, виробництво — 9,1 %.